# Раят може да почака
„Раят може да почака“ (на английски: Heaven Can Wait) е името на американска комедия от 1978 г. В него участват Джули Кристи и Уорън Бейти.